# 木曽川沿川サイクリングルート
木曽川沿川サイクリングルート（木曽川サイクリングロードとも呼ばれる）は、愛知県犬山市から愛知県稲沢市の木曽川沿川を結ぶ自転車道及び一般道の総称である。名称については中部地方整備局内の紹介ページより。

## 概要
自転車道としては木曽川左岸（愛知県側）及び岐阜県各務原市川島地区の河川敷、堤防に整備されており、川沿いに点在する国営木曽三川公園を含む公園を結んでいる。
一宮市の冨田山公園と稲沢市のサリオパーク祖父江の間は一般道区間である。河川敷が狭くスペースが無い。

### 路線データ
- 起点：愛知県犬山市
- 終点：愛知県稲沢市
- 延長：46.2km（自転車道の距離）

## 歴史
- 2024年2月2日 - 木曽川沿川サイクリングルートのネーミング、愛称が決定する。ネーミングは木曽ポタロード　愛称は木曽ポタである。

## 走行上の注意
- 基本的に川沿いの公園を結ぶ自転車歩行者道であり、公園内の通路を含むため歩行者の利用も多い。
- 河川敷部分では木曽川の増水時及び水が引いた後に冠水や土砂堆積が発生することがある。

## 地理

### 通過する自治体
- 犬山市
- 扶桑町
- 江南市
- 岐阜県各務原市
- 岐阜県笠松町
- 一宮市
- 稲沢市

### 沿線の施設
愛知県側ルート
- 木曽川犬山緑地
- 木曽川扶桑緑地公園
- 江南緑地公園
- すいとぴあ江南
- フラワーパーク江南
- 大野極楽寺公園
- 138タワーパーク
- 光明寺公園
- 木曽川緑地公園
- 木曽川尾西緑地
- 冨田山公園
- サリオパーク祖父江

岐阜県側ルート
- （愛岐大橋）
- 木曽川前渡南公園（Kakamigahara わたしの PARK）
- 各務原大橋交流広場
- 各務原市総合運動公園
- かさだ広場
- 河川環境楽園
- 笠松町サイクリングロード
- 笠松みなと公園
- （木曽川橋）